# Eparchia Toronto (bizantyjsko-ukraińska)
Eparchia Toronto (pełna nazwa: Eparchia Toronto i Kanady Wschodniej) – eparchia Kościoła katolickiego obrządku bizantyjsko-ukraińskiego w Kanadzie. Obejmuje wszystkich wiernych tego obrządku zamieszkałych na wschód od granicy między świeckimi prowincjami Manitoba i Ontario. Powstała w 1948 roku jako egzarchat apostolski Kanady Wschodniej. W 1951 nazwa egzarchatu została zmieniona na egzarchat Toronto, w 1956 otrzymał on rangę eparchii. Podobnie jak wszystkie struktury Kościoła bizantyjsko-ukraińskiego w Kanadzie, eparchia należy do metropolii Winnipeg.  